# Астаховская волость
Астаховская во́лость — историческая административно-территориальная единица Миусского, затем Таганрогского округа Области Войска Донского с центром в слободе Астахово.
По состоянию на 1873 год состояла из слободы и 2 посёлков. Население — 1865 человек (929 мужского пола и 936 — женского), 245 дворовых хозяйств и 7 отдельных дворов.
Крупнейшие поселения волости:
- Астахово — слобода у реки Крепкая 1322 человека, 166 дворовых хозяйства и 7 отдельных домов;
- Нижне-Крепинское — посёлок у реки Крепкая 351 человек, 49 дворовых хозяйств;
- Ново-Александровское — посёлок, 192 человека, 30 дворовых хозяйств.